# ال‌سی دیویس
لا کارواس رشاد دیویس (انگلیسی: LC Davis؛ زاده ۲۸ اکتبر ۱۹۸۰) مبارز هنرهای رزمی ترکیبی اهل ایالات متحده آمریکا است. دیویس در سوابق خود شرکت در رده خروس‌وزن مسابقات بلاتور ام‌ام‌ای را دارد.

## ابتدای زندگی
دیویس در کانزاس سیتی به دنیا آمد و بزرگ شد. او در دوران تحصیل در رقابت‌های کشتی مدرسه‌ای شرکت می‌کرد و در زمینه کشتی به موفقیت‌هایی دست یافت. دیویس در کالج منطقه‌ای لیبت و کالج میزوری ولی به فعالیت در کشتی ادامه داد. پس از فارغ‌التحصیلی از کالج، دیویس شروع به تمرین و فراگیری هنرهای رزمی ترکیبی کرد.

## هنرهای رزمی ترکیبی
دیویس اولین بازی خود در هنرهای رزمی ترکیبی را در سال ۲۰۰۶ انجام داد و حریفش نیک رایت را در مسابقات وی‌اف‌سی شکست داد. فعالیت حرفه ای او در هنرهای رزمی ترکیبی باعث شده است که شغل ثابت مربی کشتی را در کالج منطقه‌ای پرت کنار بگذارد و به چهار شهر نقل مکان کند تا زیر نظر پت میلیتیچ در مدرسه هنرهای رزمی تمرین کند. او در آنجا در مسابقات لیگ بین‌المللی مبارزه (آی‌اف‌ال) برای کسب عنوان قهرمانی در رده پروزن رقابت کرد، اما در آنجا از حریفش واگنی فابیانو شکست خورد.
در سال ۲۰۰۸، دیویس برای اولین بار در مسابقات ورلد اکسترم کیج‌فایتینگ به عنوان جایگزین کاب سوانسون در هنگام تمرین دچار شکستگی دست شده بود، انتخاب شد. او قرار بود با هیرویوکی تاکایا مبارزه کند، اما مبارزه به دلایل نامشخصی لغو شد.

### ورلد اکسترم کیج‌فایتینگ
دیویس اولین بازی خود در مسابقات ورلد اکسترم کیج‌فایتینگ (دابلیوای‌سی) را در برابر مبارز تازه‌وارد این مسابقات خاویر وازکز در ۹ اوت ۲۰۰۹ در انجام داد. او با رأی اکثریت داوران پیروز شد.
او چهار ماه بعد به این مسابقات بازگشت و با دیگو نونس که قبلاً شکست نخورده بود، مبارزه کرد که در نهایت با رأی تمامی داوران، دیویس برنده اعلام شد.
در ۶ مارس ۲۰۱۰، دیویس در رقابتی، دیویداس تائوروسویچیوس را شکست داد و بدین ترتیب نام خود را به عنوان یکی از ۱۰ مدعی برتر در رده پروزن مسابقات ثبت کرد.
در چهارمین مسابقه WEC خود، دیویس با جاش گریسپی مبارزه کرد. در دور اول مبارزه، دیویس در حال زیرگیری او با تکنیک گیوتین چوک بود، اما در نهایت، گریسپی موفق شد دیویس را تسلیم کند.
دیویس پس از شکست قبلی خود، در مقابل رافائل آسونسائو، دارنده کمربند مشکی جوجیتسو برزیلی قرار گرفت. این مبارزه در ۱۱ نوامبر ۲۰۱۰ انجام شد که در نهایت، دیویس با تصمیم داوران در دور سوم بازنده اعلام شد.

### بلاتور ام‌ام‌ای
دیویس اولین بازی خود را در بلاتور ام‌ام‌ای در ۲۱ مارس ۲۰۱۴ انجام داد. او با توری بوگس روبرو شد و در ثانیه‌های پایانی دور اول از طریق تکنیک گیوتین چوک پیروز شد.
دیویس بعداً در ۱۲ سپتامبر ۲۰۱۴ با مبارز تازه‌کار زایلتون رودریگس روبرو شد. او در این مبارزه با رأی داوران پیروز اعلام شد.
دیویس در ۲۷ مارس ۲۰۱۵ با هیدئو توکورو مبارزه کرد. در این رقابت او با تصمیم اکثر داوران پیروز اعلام شد. در جریان این مبارزه، فک دیویس آسیب دید، اما او پس از اتمام رقابت، همچنان مصاحبه‌اش را انجام داد.
دیویس در ۲۵ سپتامبر ۲۰۱۵ با جو وارن، قهرمان سابق بلاتور ام‌ام‌ای در رده خروس‌وزن روبرو شد. در این مبارزه، دیویس با تصمیم داوران بازنده اعلام شد.